# こんどこそ、君と!!〜小田和正 ライブ&ドキュメント2022 - 2023
『こんどこそ、君と!!〜小田和正 ライブ&ドキュメント2022 - 2023』（こんどこそ、きみと おだかずまさ らいぶあんどどきゅめんと2022 -2023）は、NHK BSプレミアム4Kにて2023年12月1日22:30 -23:59に放送されたドキュメンタリー番組。

## 出演
- 小田和正
- Far East Club Band
  - 木村万作
  - 栗尾直樹
  - 稲葉政裕
  - 有賀啓雄[注 1]
  - 吉池千秋[注 2]
- 金原千恵子ストリングス
  - 金原千恵子
  - 吉田翔平
  - 徳高真奈美
  - 堀沢真己
- 松たか子
- 佐橋佳幸
- 和田唱（TRICERATOPS）

## スタッフ
- プロデューサー：金澤知子
- 制作統括（チーフプロデューサー）：原田秀樹、篠原伸介
- 撮影：西浦清[注 3]
- 音声：三上善英、阿部哲也
- 映像技術：川越大祐、福島あんず
- 編集：井上秀明
- 取材：橋立聖史
- 演出：大竹真二
- 制作：NHKエンタープライズ
- 制作著作：NHK

## 再放送
- 2024年2月17日、22:00 - 23:29（NHK BS）[注 4][2]※2024年5月18日23:10 - 翌0:39にも再々放送。さらに2024年8月31日17:20 - 18:50にも再々々放送された。2025年1月31日19:00 - 20:29にも再々々々放送。
- 2024年2月29日、22:00 - 22:44[注 5]（NHK総合）※地上波初放送。BSプレミアム4Kでの本放送より45分短縮[2]。2024年3月4日23:50 - 翌0:34にも再々放送。

## 配信
- 放送後にNHKオンデマンド及びNHKプラスで配信されているが、2024年5月にU-NEXTでも配信を開始した（同年6月4日までの期間限定）。